# Episodi di Roswell (prima stagione)
La prima stagione della serie televisiva Roswell, formata da 22 episodi, è andata in onda negli Stati Uniti su The WB dal 6 ottobre 1999 al 15 maggio 2000.
In Italia è stata trasmessa su Rai 2 dal 20 settembre 2000 al 29 gennaio 2001.
| nº | Titolo originale         | Titolo italiano         | Prima TV USA     | Prima TV Italia   |
| -- | ------------------------ | ----------------------- | ---------------- | ----------------- |
| 1  | Pilot                    | Roswell                 | 6 ottobre 1999   | 20 settembre 2000 |
| 2  | The Morning After        | Segreti                 | 13 ottobre 1999  | 20 settembre 2000 |
| 3  | Monsters                 | Il bivio                | 20 ottobre 1999  | 27 settembre 2000 |
| 4  | Leaving Normal           | Una vita normale        | 27 ottobre 1999  | 27 settembre 2000 |
| 5  | Missing                  | Il diario scomparso     | 3 novembre 1999  | 4 ottobre 2000    |
| 6  | 285 South                | Statale Sud 285         | 10 novembre 1999 | 4 ottobre 2000    |
| 7  | River Dog                | River Dog               | 17 novembre 1999 | 15 ottobre 2000   |
| 8  | Blood Brothers           | Fratello di sangue      | 24 novembre 1999 | 15 ottobre 2000   |
| 9  | Heat Wave                | Ondata di caldo         | 1º dicembre 1999 | 22 ottobre 2000   |
| 10 | The Balance              | Un passo indietro       | 15 dicembre 1999 | 22 ottobre 2000   |
| 11 | The Toy House            | Ricordi                 | 19 gennaio 2000  | 31 ottobre 2000   |
| 12 | Into the Woods           | Nel bosco               | 26 gennaio 2000  | 7 novembre 2000   |
| 13 | The Convention           | Il cacciatore di alieni | 2 febbraio 2000  | 4 dicembre 2000   |
| 14 | Blind Date               | Appuntamento al buio    | 9 febbraio 2000  | 11 dicembre 2000  |
| 15 | Independence Day         | Independence Day        | 16 febbraio 2000 | 18 dicembre 2000  |
| 16 | Sexual Healing           | Amore alieno            | 1º marzo 2000    | 25 dicembre 2000  |
| 17 | Crazy                    | Follia                  | 10 aprile 2000   | 1º gennaio 2001   |
| 18 | Tess, Lies and Videotape | Tess, bugie e videotape | 17 aprile 2000   | 8 gennaio 2001    |
| 19 | Four Square              | Il simbolo              | 24 aprile 2000   | 15 gennaio 2001   |
| 20 | Max to the Max           | Max contro Max          | 1º maggio 2000   | 22 gennaio 2001   |
| 21 | White Room               | La stanza bianca        | 8 maggio 2000    | 29 gennaio 2001   |
| 22 | Destiny                  | Destino                 | 15 maggio 2000   | 29 gennaio 2001   |

## Roswell
- Titolo originale: Pilot
- Diretto da: David Nutter
- Scritto da: Jason Katims

### Trama
Mentre lavora al Crashdown Café, il locale dei suoi genitori, Liz viene ferita mortalmente da un colpo di pistola sparato da un avventore durante una lite. Max Evans con il solo tocco di una mano cura la sua ferita salvandole la vita, lasciando come unica traccia un'impronta argentata.
Durante la lezione di biologia Liz analizza la saliva di Max scoprendo cellule non umane. Max è costretto ad ammettere che lui, sua sorella Isabel e il loro amico Michael sono alieni. Liz successivamente racconta il segreto anche a Maria, la sua migliore amica. Insieme i cinque cercano di convincere lo sceriffo Jim Valenti, insospettito dall'incidente di Liz, che Max non è un alieno, non riuscendo, però, bene nell'intento.
- Altri interpreti: John Doe, Michael Horse, Wendle Josepher, Kevin Weisman, Vance Valencia (Sindaco Sandler), Joe Camareno (Paramedico), Yolanda Lloyd Delgado (Miss Hardy).

## Segreti
- Titolo originale: The Morning After
- Diretto da: David Nutter
- Scritto da: Jason Katims

### Trama
Una misteriosa supplente di matematica arriva alla Roswell High, la sig.na Topolsky, che si informa molto sulla vita di Michael. La donna è anche un consulente scolastico e ne approfitta per fare molte domande personali e test agli studenti. Lo Sceriffo Valenti intanto è tormentato dall'FBI.  Michael cerca di entrare nell'ufficio di Valenti per rubare le prove riguardanti la vittima di un omicidio del 1959 che aveva sul corpo la stessa impronta argentea che era apparsa sul corpo di Liz dopo che Max le aveva salvato la vita. Prima che l'FBI arrivi a sequestrare gli schedari di Valenti, Michael riesce a recuperare una chiave, che lo stesso Valenti aveva in precedenza nascosto, e insieme a Max si chiede a cosa serva: toccando la chiave, Michael ha la visione di uno strano edificio. Nel frattempo Liz è sempre più lontana da Kyle e si avvicina a Max.
- Altri interpreti: Julie Benz, Michael Horse, Mary Ellen Trainor, Michael O'Neill, Richard Schiff, Vance Valencia (Sindaco Sandler), Joe Camareno (Paramedico), Yolanda Lloyd Delgado (Miss Hardy), Channing Carson (Liz a 7 anni), Daniel Hansen (Max a 7 anni), Zoe Nutter (Isabel a 7 anni).

## Il bivio
- Titolo originale: Monsters
- Diretto da: David Semel
- Scritto da: Thania St. John

### Trama
Isabel è preoccupata per le reazioni nervose di Maria allo Sceriffo Valenti quando la interroga per scoprire qualcosa su Max, così entra in uno dei sogni di Maria per capire se la ragazza può mantenere il segreto sul fatto che loro siano alieni. Isabel scopre che Maria è affidabile, anche se intimorita dagli alieni e in più ha una grande cotta per Michael. Nel frattempo la Topolsky, in veste di consulente, tiene con gli studenti degli incontri di guida al lavoro che svolgeranno da adulti. Max incontra Milton Ross, un uomo ossessionato nella ricerca degli alieni, e inizia a lavorare per lui presso l'UFO Center di Roswell, dove l'uomo ha collezionato negli anni tantissimo materiale interessante sugli alieni, non la solita raccolta di stupidaggini .

## Una vita normale
- Titolo originale: Leaving Normal
- Diretto da: Chris Long
- Scritto da: Jason Katims

### Trama
A Roswell arriva la nonna di Liz per stare un po' con la nipote. Lei le racconta di Kyle e anche dei sentimenti confusi per un altro ragazzo, Max. Il giorno dopo la nonna, una donna forte, intelligente e indipendente, viene colta da un ictus ed è in fin di vita.
Mentre si trova all'ospedale al capezzale della nonna, Liz decide di chiamare Max, perché sente che è lui che vuole avere vicino in quel momento. Lui non resiste e va da lei, anche se si ritrova davanti Kyle e i genitori di Liz.
Kyle intanto teme di perdere la sua ragazza e così i suoi amici, a sua insaputa, decidono di picchiare Max. Quando Kyle viene a saperlo, si arrabbia con i suoi amici e poi chiede scusa per loro a Liz che, arrabbiata, lo lascia.
Una sera, mentre Liz si trova da sola con sua nonna, Max entra nella camera d'ospedale e le dice che non può cambiare il destino e che sua nonna deve morire ma che può provare a farla parlare con lei. Appare lo spirito della nonna che augura a Liz tanta felicità e le chiede di non dimenticarla mai e di non rinunciare mai ai suoi sogni. La nonna muore e Liz torna a casa con Max e decide di voler essere felice con lui così per ringraziarlo lo abbraccia.
- Altri interpreti: Steve Hytner, Julie Benz, Yolanda Lloyd Delgado (Miss Hardy), Amy Lyndon (Arlene), Daryl Sabara (Corey), Ebonie Smith (Genoveve), Zack Aaron (Heavy medal kid), Maria Bembenek (Cameriera), Adam Weisman (Turista bambino), Donna May (Turista), Cristos (Meccanico).

## Il diario scomparso
- Titolo originale: Missing
- Diretto da: David Semel
- Scritto da: Jon Harmon Feldman

### Trama
Liz tiene un diario nel quale ha scritto tutto quello che le è successo dal giorno in cui Max l'ha riportata in vita (e che serve come sottofondo all'inizio e alla fine di quasi ogni puntata). Un giorno, però questo diario scompare. Liz, preoccupata, ne parla con Maria ma non a Max perché ha paura che il ragazzo pensi male di lei e la consideri infantile. Nel frattempo, Michael e Max si intrufolano nell'ufficio dello sceriffo per cercare la foto dell'uomo ucciso dall'altro alieno che porta l'impronta argentata di una mano sul petto. Michael ha una visione confusa e frammentata e, nel tentativo di capire cosa significhi, si iscrive ad un corso di pittura e disegna sempre più spesso l'immagine che ha in testa.
Liz, fattasi coraggio, rivela a Max del diario. Lei all'inizio pensa che sia stata sua madre, ma Max rivolge subito i sospetti verso Kyle. Alla fine Michael andrà a trovare Liz una sera tardi al Crashdown e le restituirà il diario dicendole che glielo aveva preso per capire se fosse una di cui si può fidare. Dalla lettura del diario ha capito che Liz non li tradirebbe mai (la definisce "una vera amica") e che è profondamente innamorata di Max.
Avendole chiesto Michael di non dirlo a Max, Liz gli racconta solo che lo aveva ritrovato "un caro amico" ma, nonostante le richieste di lui, si rifiuta di fargli leggere il diario.
Isabel, Michael e Max scoprono che la visione di Michael, una cupola geodetica, è in realtà la casa di un esperto di ufologia, il dottor Adderton, scomparso in circostanze misteriose.

## Statale Sud 285
- Titolo originale: 285 South
- Diretto da: Arvin Brown
- Scritto da: William Sind e Thania St. John

### Trama
Il bisogno viscerale di Michael di trovare la cupola geodetica che perseguita i suoi sogni lo porta a "sequestrare" l'auto di Maria e la stessa ragazza per andare a Marathon, in Texas, dove ha visto che si trova la cupola grazie ad una foto nel libro sugli alieni che legge Max: la cupola che lui cerca è la casa di Atherton, un notissimo studioso di UFO scomparso misteriosamente. Un suo gesto improvviso, però, fa sì che Valenti e l'FBI partano alla sua ricerca... Nel frattempo, un curioso compito per casa, preparato dalla Topolsky e motivato dall'aumentato interesse del Governo nelle comunicazioni di contatti con gli alieni a Roswell, costringe Liz, Isabel e Max ad un'esperienza particolare: i tre partono in auto e raggiungono Michael e Maria, ma nella cupola, in cui i ragazzi trovano una botola nascosta che si apre con la chiave ritrovata da Michael nell'ufficio dello Sceriffo Valenti, i quattro sentono strani rumori ma non vedono che la sig.na Topolsky ha colpito lo Sceriffo all'interno della cupola...

## River Dog
- Titolo originale: River Dog
- Diretto da: Jonathan Frakes
- Scritto da: Cheryl Cain

### Trama
I ragazzi hanno trovato uno scatolone con dentro informazioni sugli alieni e Isabel ha preso un ciondolo su cui è disegnato un simbolo familiare a lei, Max e Michael. Intanto lo sceriffo Valenti scopre che la professoressa Topolski in realtà è un'agente dell'FBI a cui è ordinato di controllare i tre alieni. Lei, introdottasi di nascosto in casa degli Evans, ruba l'intero scatolone prima che i ragazzi possano leggerlo. Un poliziotto indiano dice ad Isabel di aver visto il simbolo del ciondolo alla riserva e così Liz, nonostante Max sia contrario all'idea, si reca lì e le viene detto di parlare con River Dog. La sera seguente, dopo aver seminato la Topolski che li inseguiva, Max e Liz vanno nella riserva e gli altri aspettano al Crashdown Café. Qui Michael, per calmare Maria, che stava avendo una crisi di nervi, la bacia.
Lo sceriffo Valenti incontra la Topolski e le dice che ha scoperto la sua vera identità e i due stringono un patto: scambiarsi informazioni su Max, Michael e Isabel.
Liz e Max, dopo aver superato una prova, incontrano l'indiano River Dog che li informa dell'esistenza di un quarto alieno, già uscito nel '59, che probabilmente aveva ucciso molte persone.

## Fratello di sangue
- Titolo originale: Blood Brothers
- Diretto da: David Nutter
- Scritto da: Breen Frazier e Barry Pullman

### Trama
Max invita Liz a fare un giro in macchina lungo l'autostrada abbandonata. Mentre stanno andando, "con il vento tra i capelli, la persona con cui vorresti stare e la tua canzone preferita che passa alla radio e scopri che è anche la sua", Max cerca di evitare un animale e finisce fuori strada. Liz si risveglia con solo qualche graffio ma Max viene portato all'ospedale in coma.
Arrivano anche Maria, Michael e Isabel; i due alieni sono spaventati in quanto non sanno cosa potrebbe accadere: nessuno di loro si è mai ammalato e non sanno se le medicine umane funzionino con loro. Inoltre i medici fanno un prelievo a Max e i ragazzi sanno che esaminandolo scopriranno la natura aliena di Max. Sono costretti a chiedere aiuto ad Alex, perché il ragazzo dia loro un campione di sangue ma lui inizialmente rifiuta perché non vede chiaro nella faccenda. Anche gli agenti dell'FBI, mandati dalla Topolski, sono alla ricerca del campione di DNA di Max, ma Michael riesce a scambiarlo appena in tempo con quello di Alex, anche se viene visto. Alex è convinto che Liz abbia chiesto il suo aiuto perché lei e i suoi nuovi amici fanno uso di droghe. Liz vorrebbe dirgli la verità ma poi ci ripensa. Max si risveglia senza alcun tipo di complicazione.

## Ondata di caldo
- Titolo originale: Heat Wave
- Diretto da: Patrick Norris
- Scritto da: Jason Katims

### Trama
Un'ondata di caldo sta attraversando Roswell e manda su di giri tutti gli innamorati. Lo sceriffo Valenti incontra la madre di Maria, Amy, e le chiede di uscire. Liz, una sera, trova Michael e Maria che amoreggiano al Crashdown e la mattina dopo vede che tutti a scuola sono presi da una specie di febbre d'amore. Va a cercare Max ma, mentre si stanno per baciare, vengono sempre interrotti.
Alex si arrabbia con Liz e Maria perché non gli raccontano la verità. Le ragazze si confidano con Isabel , Così Isabel decide di entrare nei sogni del ragazzo e vedere se anche di lui ci si può fidare. Isabel rimane molto stupita nel vedere che non solo Alex ha una cotta per lei ma sembra capirla molto bene e non è attratto solo dal suo aspetto fisico. Il giorno dopo lo avvicina, comincia a parlargli e lo invita ad una festa. Anche Maria chiede a Michael di far uscire allo scoperto la loro relazione e andare alla festa ma Michael non vuole impegnarsi perché ha paura di farla soffrire. Liz, provocata da Kyle, decide di andare alla festa con Max.
Alex, dato che Isabel è insolitamente premurosa e gentile con lui, fraintende le sue attenzioni pensando che la ragazza voglia solo convincerlo a non dire niente di quello che sa. La festa viene interrotta dalla polizia perché circolano alcolici e loro sono minorenni. I responsabili riescono a far incolpare anche Liz e Alex. Ma, mentre i responsabili vengono rilasciati subito, Valenti insiste a trattenere Liz e Alex per scoprire la verità su Max. Isabel convince Max che ci si può fidare di Alex e Liz finalmente gli rivela tutta la storia, anche se lui ovviamente all'inizio non le crede. Comunque per proteggere Liz non dice nulla allo sceriffo.
L'ondata di caldo è passata e Liz è pentita che non ci sia stato niente con Max ma, mentre sta scrivendo sul diario che forse è meglio così, lui la raggiunge in camera sua e si baciano.

## Un passo indietro
- Titolo originale: The Balance
- Diretto da: John Behring
- Scritto da: Thania St. John

### Trama
Dopo il bacio, Max e Liz decidono di uscire insieme e passano una bellissima serata. Nel frattempo, Michael, venuto a sapere dei graffiti del suo pianeta nella caverna di River Dog, va nella riserva indiana per scoprire altre informazioni e lì partecipa ad un rituale. Il giorno va a trovare Max all'UFO center, ma improvvisamente cade a terra febbricitante sotto gli occhi di Max che, per sicurezza, lo porta a casa di Liz. Maria e Isabel sono molto preoccupate per il ragazzo , il cui corpo si è ricoperto di una strana ragnatela. Liz e Max, allora, decidono di andare a parlare con River Dog per sapere come curare Michael e lì Max ripensa al giorno in cui loro tre erano usciti dai bozzoli dell'astronave. Lui e Isabel si erano incontrati subito e avevano cominciato a camminare insieme quando avevano sentito la presenza di qualcuno dietro di loro; d'improvviso Michael era uscito da dietro la roccia dove si era nascosto e si era unito a loro ma, quando videro dei fari, aveva lasciato andare la mano di Max ed era scappato per paura.
River Dog racconta loro che anni prima aveva guarito anche Nasedo con delle pietre extraterrestri e un rituale specifico. I ragazzi portano Michael da River Dog che consegna loro delle pietre del loro pianeta d'origine e dice di mettersi in cerchio attorno a Michael e infondere in lui la loro energia attraverso le pietre. Liz all'inizio non ci riesce perché ha paura per Max ma poi trova il suo cammino. Michael si risveglia, ringrazia i cinque amici per averlo salvato e prende le cinque pietre. Le inserisce in cinque buchi su una caverna piena di graffiti fino a formare una specie di V: quella è la costellazione del loro pianeta, Antares.
Tornati a casa, Max va da Liz e le dice che dovrebbero fare un passo indietro e lasciarsi perché lui non vuole che lei soffra.

## Ricordi
- Titolo originale: The Toy House
- Diretto da: Michael Fields
- Scritto da: Jon Harmon Feldman e Jason Katims

### Trama
Max sta facendo i compiti a casa sua e la madre sta cucinando quando dell'olio si brucia e scoppia un incendio. Max lo spegne con i suoi poteri e poi ci getta sopra dell'acqua. Accorrono i pompieri e poi lo sceriffo Valenti che convince la signora Evans che in quello che Max ha fatto c'è qualcosa di strano (se è l'olio a bruciare l'acqua non spegne il fuoco, ma fa aumentare la fiamma). 
Max è preoccupato e non sa se rivelare il loro segreto alla madre. Chiede consiglio a Michael e Isabel ma l'amico è profondamente contrario e la sorella vuole disperatamente svelare tutto alla madre perché odia doverle mentire.
Diane Evans intanto è preoccupata per il figlio perché lo ha sempre visto distante e fa strane domande ad Isabel riguardo alla loro famiglia prima dell'adozione. Inoltre, riguardando un video di quando i figli erano piccoli, ricorda un episodio nel quale Max ha curato un piccione che aveva un'ala rotta. Max decide di parlare con lei e la raggiunge al parco. Le ha portato la casetta che lei gli aveva regalato quando era arrivato a casa Evans e non riusciva ad ambientarsi e, senza svelare il suo segreto, si chiarisce con la madre.

## Nel bosco
- Titolo originale: Into the Woods
- Diretto da: Nick Marck
- Scritto da: Thania St. John

### Trama
Un lampo di luce nel cielo è testimoniato da molte persone nei boschi vicino alla riserva di River Dog, e i sospetti di un avvistamento di UFO sono sempre maggiori e aumentano proprio mentre la scuola Roswell High organizza un fine settimana di campeggio padri-figli da quelle parti. Liz non vorrebbe partecipare alla gita ma è costretta da suo padre che ne è entusiasta; il week-end però risulta più eccitante di quanto lei immaginasse quando lei e Maria vengono coinvolti nelle indagini sugli avvistamenti di Max e Isabel. River Dog compare di nuovo per aiutare Michael ad indagare sugli indizi degli ultimi avvistamenti. Nel frattempo, lo Sceriffo Valenti deve scegliere tra famiglia e lavoro quando diventa molto sospettoso di Max e degli altri mentre si trova al campeggio con suo figlio Kyle.

## Il cacciatore di alieni
- Titolo originale: The Convention
- Diretto da: Tucker Gates
- Scritto da: Emily Whitesell

### Trama
Quando Milton Ross organizza la "10ª Convention Annuale degli UFO" a Roswell, arriva in città Everett Hubble, un cacciatore di alieni desideroso di vendetta, che afferma di sapere cosa è davvero successo nel 1972 la notte dell'omicidio che ha chiuso la carriera del padre dello Sceriffo Valenti, licenziato perché continuava a sostenere che l'assassino fosse un alieno. Nel frattempo, Max trascorre più tempo al Centro UFO intrattenendo l'ospite speciale della Convention, il produttore esecutivo di "Star Trek: The Next Generation" (e regista di "Roswell") Jonathan Frakes; allo stesso tempo Max cerca di non pensare a Liz. Tra tutti i turisti richiamati dall'evento per Liz e Maria è un periodo di super lavoro. Purtroppo tra i turisti c'è anche la coppia che aveva assistito alla sparatoria al Crashdown cafè e Liz e Max cercano di evitarli. La madre di Maria organizza un incontro di wrestling con un concorrente d'eccezione.

## Appuntamento al buio
- Titolo originale: Blind Date
- Diretto da: Keith Samples
- Scritto da: Thania St. John

### Trama
Una stazione radio organizza un concorso nel quale verrà fissato un appuntamento tra una ragazza del luogo e il suo fidanzato ideale. Come ragazza viene scelta Liz, che descrive per sé un ragazzo "bruno, serio, misterioso e che viene da lontano", riferendosi a Max. Questi, però, non capisce che lei si sta rivolgendo a lui e soffre perché pensa che Liz lo abbia già dimenticato.
Intanto Max ha un litigio anche con Michael che vuole cercare Nasedo, il "quarto alieno", mentre Max è contrario all'idea di incontrare un potenziale assassino. Isabel, indecisa, segue Michael, convinto di aver trovato un modo di comunicare con Nasedo, ma dopo aver acceso un segnale in un luogo specifico, questi non si fa vedere e loro vanno via. La sera dell'appuntamento tra Liz e il vincitore del concorso, un Kyle alticcio va da Max e lo convince ad uscire insieme per distrarsi. Max beve un sorso di liquore ma ciò lo rende molto ubriaco, a causa del suo metabolismo alieno. Vedendo Liz baciata dal ragazzo del concorso, Max confessa a Kyle di essere innamorato di Liz e lo convince ad andare a casa della ragazza per riprendersela. Quando Liz torna a casa e vede Max ubriaco si preoccupa per quello che lui possa aver detto a Kyle e se ne va con lui piantando in asso il ragazzo dell'appuntamento.
Max con un commovente discorso si dichiara a Liz e poi, più tardi quando sono davanti a tutti in un concerto organizzato dalla radio per la serata, la bacia. In quel momento Max riprende il controllo di sé. Il ragazzo però non ricorda nulla del periodo di ubriachezza e le chiede perdono, convinto di averle rovinato la serata galante e se ne va lasciando Liz delusa e amareggiata. Nel frattempo un uomo arriva dove Michael e Isabel avevano acceso il segnale, ma è troppo tardi perché i due sono tornati a casa. L'uomo riaccende il fuoco e vi brucia dentro una foto dei tre ragazzi alieni.

## Independence Day
- Titolo originale: Independence Day
- Diretto da: Paul Shapiro
- Scritto da: Toni Graphia

### Trama
Una mattina a scuola, Max vede che Michael ha un occhio nero. Michael chiede all'amico di curarlo subito, prima che qualcuno gli faccia domande. inoltre gli rivela che il padre adottivo Hank quando è molto ubriaco lo picchia.  Messa al corrente anche Isabel, i due Evans gli consigliano di dormire a casa loro, ma la mattina dopo Michael si sente molto a disagio in una famiglia vera e va via.
Tornato da Hank, ha un duro scontro con lui (anche se Max e Isabel cercano di aiutarlo) ed è costretto ad usare i suoi poteri per difendersi e scappa. Si rifugia a casa di Maria e dorme da lei, mostrando per la prima volta il suo lato vulnerabile. La mattina dopo Amy, la mamma di Maria, li trova abbracciati a letto e ovviamente fraintende la situazione. Amy è furiosa perché proprio la sera prima Maria e Liz l'avevano trovata ad amoreggiare con lo sceriffo Jim Valenti e la figlia l'aveva rimproverata.
Il giorno stesso lo sceriffo Valenti va a scuola a prelevare Michael per interrogarlo, dicendogli che Hank è sparito dopo che i vicini avevano sentito urla disumane. Maria va dallo sceriffo a raccontare che Michael ha passato la notte con lei ma è Amy , sua madre, ad imbarazzarsi molto nel confermare la sua versione. Amy pensa di aver dato un cattivo esempio a Maria, così decide di troncare la sua storia con Jim. Michael è stanco di tutto e tutti e scappa da Roswell, ma mentre è in viaggio, capisce di amare i suoi amici e la sua famiglia (Max e Isabel) e decide di tornare indietro. Chiede quindi al sig.Evans, avvocato, di aiutarlo con le pratiche dell'emancipazione, in modo da poter vivere da solo invece di essere affidato ai servizi sociali. Nel frattempo Hank, ubriaco, va a trovare lo sceriffo Valenti perché ha saputo che lo cercava. L'uomo dichiara di essere stanco di Roswell e di doversi occupare di Michael, e che se ne va dalla città da solo. L'uomo si allontana in auto, ma si ferma nel bosco per seppellire un sacco voluminoso: si scopre che l'uomo è in realtà l'alieno mutaforma Nasedo e sta seppellendo il vero Hank.

## Amore alieno
- Titolo originale: Sexual Healing
- Diretto da: David Semel
- Scritto da: Jan Oxemberg

### Trama
Mentre Liz sogna di crescere e provare nuove sensazioni con Max, quest'ultimo la va a trovare al Crashdown Café e le dice che non vuole più che loro due siano solo amici. Durante il bacio che segue la dichiarazione, Liz ha delle visioni di costellazioni lontane mentre Max vede i pensieri più nascosti di Liz, nonché diversi episodi del suo passato, tra cui il loro primo incontro alle elementari, anni prima.
I due diventano inseparabili e i loro ormoni incontrollabili, tanto che vengono scoperti a scuola mentre amoreggiano durante un'ora di lezione e il preside manda a chiamare i loro genitori, che non sanno cosa pensare. Anche Michael e Maria provano a baciarsi per avere delle visioni ma, mentre Michael vede Maria da piccola, lei non riesce a vedere nulla perché lui è troppo chiuso.
Nel frattempo Liz ha una visione dell'impatto e di qualcosa che viene sotterrato dai militari. Di notte, si reca con Max a due miglia dal luogo dell'impatto e scoprono una pietra luminosa e incontrano anche Nasedo, anche se loro non sanno chi sia.
Tornati a casa, decidono di dare un senso alla loro storia e entrano nel Crashdown, dove li stanno aspettando i loro genitori (preoccupati perché non hanno passato la notte a casa), mano nella mano come veri fidanzati.

## Follia
- Titolo originale: Crazy
- Diretto da: James Whitmore Jr.
- Scritto da: Thania St. John

### Trama
Mentre Max e Liz sono appartati in macchina, appare da un lato la Topolski, spaventata a morte, che consiglia loro di comportarsi come ragazzi normali perché sono tutti in pericolo. Riunitisi in fretta, i sei ragazzi, pur non fidandosi di lei perché è un'agente dell'FBI, decidono di seguire il suo consiglio. Intanto nella scuola arriva una nuova ragazza, Tess Harding, che stringe amicizia con Isabel, anche se Max e Michael non vogliono.
Liz, credendo di avere un appuntamento con Max, in realtà incontra la Topolski che le rivela che all'FBI c'è un cacciatore di alieni che insegue Max, Michael e Isabel e vuole uccidere anche tutti quelli che stanno loro intorno e le chiede di riuscire ad organizzare un incontro con Max. I ragazzi, però, non le credono e lei si rivolge allo sceriffo Valenti e poi va nell'appartamento di Michael. Una volta rientrato il ragazzo, gli dice che la pietra trovata da Max e Liz vicino al luogo dell'impatto in realtà è un comunicatore che, insieme ad un altro uguale, serve a mettere in contatto con il suo pianeta d'origine e si offre di portare l'altro comunicatore.
Michael questa volta si presenta all'appuntamento e poi, grazie a Maria, lo raggiungono tutti gli altri. Al posto della Topolski, però, arriva lo sceriffo Valenti con uno sconosciuto che dice di essere lo psicologo dell'agente e che lei soffre di allucinazioni. I ragazzi gli credono ma poi si scopre che lo sconosciuto è in realtà Nasedo e che la Topolski viene rapita da un individuo pericoloso che già aveva tentato di prendere Alex.

## Tess, bugie e videotape
- Titolo originale: Tess, Lies and Videotape
- Diretto da: Paul Shapiro
- Scritto da: Richard Whitley

### Trama
Max in presenza di Tess, l'amica di Isabel trasferitasi da poco a Roswell, comincia a fare, involontariamente, delle fantasie su di lei. L'unico con cui può parlarne è Michael, anche se tra i due amici c'è della tensione. Inoltre Michael è arrabbiato perché Max ha dei rapporti con lo sceriffo Valenti che ha scoperto che la Topolski è morta in un incendio e lo psicologo che aveva incontrato in realtà non lo conosce (Nasedo, infatti, si era trasformato nello psicologo per ingannare i ragazzi e lo sceriffo) e Michael non ancora si fida dello sceriffo.
Preoccupato per Max, Michael va a casa di Tess e la trova piena di militari. Max, intanto, dopo aver detto a Liz che lei è l'amore della sua vita, bacia Tess senza sapere perché e Liz li vede. Distrutta, Liz va a casa di Tess per litigare (ma anche per piazzare una telecamera nascosta) mentre parlano Liz vede sul pavimento uno scatolone pieno di foto di Max, il padre di Tess la scopre e lei si sente in trappola. ma l'uomo la invita a cena, contento di conoscere un'amica di Tess. Liz rompe una statua di Buddha e piazza la telecamera. Fingendo di chiamare i genitori per avvisarli che si ferma a cena da Tess chiama Max e gli fa capire che ha bisogno di lui e che si trova da Tess. Max lo fa, correndo un grosso rischio. Una volta fuori, Liz rivela agli altri dello scatolone.
Quella sera, mentre tutti sono davanti alla telecamera, vedono Tess che riaggiusta con i suoi poteri alieni la statua che Liz aveva fatto cadere e rimangono stupiti.

## Il simbolo
- Titolo originale: Four Square
- Diretto da: Jonathan Frakes
- Scritto da: Thania St. John

### Trama
I ragazzi credono che Tess, essendo un'aliena, sia Nasedo nelle sembianze di una ragazza e decidono di seguirla. Lei, però, li scopre subito e intuisce che hanno capito qualcosa.
Intanto Michael e Isabel entrano in connessione onirica vivendo lo stesso sogno, in cui sono innamorati e si baciano appassionatamente. I due sono sconcertati, anche perché sanno di essere fratelli. Per scacciare questi pensieri dalla testa decidono di intensificare ed ufficializzare le rispettive relazioni, cosicché Alex e Maria che non si rendano conto di nulla. Sono tutti distratti da Tess, che spaventa i tre alieni parlando di simboli e indicandone uno a quattro punte. Tess, che civetta con Kyle, si fa accompagnare in biblioteca e fa in modo che Max (insieme a Liz, preoccupata per Kyle) la segua e la veda prendere un libro antico con i suoi poteri. Michael e Isabel fanno un altro sogno in cui hanno un figlio insieme e giocano con il bambino nel deserto.Pensando che magari troveranno qualche risposta, il giorno dopo cercano insieme il luogo del sogno; non sanno, però, che anche Tess sta portando lì  Max. Max aggredisce Tess e le chiede di mostrare il suo (e quindi anche il loro) vero aspetto. Tess però dice che quello è il loro vero aspetto e piange chiedendo a Max perché non si ricordi di lei. Max ha così un flashback sul giorno in cui è uscito dal bozzolo: oltre ai tre (che contenevano lui, Isabel e Michael), c'era un altro bozzolo con dentro una bimba bionda simile a Tess, ma il bozzolo non si era schiuso. Il Max bambino era indeciso se lasciarla lì o restare con lei, ma poi aveva deciso di seguire Isabel.
I quattro alieni si incontrano nel deserto e, stando uno di fronte all'altro, formano il simbolo con le quattro punte disegnato da Tess.

## Max contro Max
- Titolo originale: Max to the Max
- Diretto da: Patrick Norris
- Scritto da: Toni Graphia

### Trama
I quattro alieni sono nel deserto, nel luogo in cui sono ambientati tutti i loro sogni, e lì Max scopre la caverna dove sono conservati i loro bozzoli. Isabel è impaurita dal lato alieno che è diventato molto più reale e va via, Max la segue. Tess chiede a Michael di convincere gli altri due alieni a prendere coscienza delle loro origini e gli consegna il loro libro. Max, Isabel e Michael non riescono a leggere il libro (scritto nella loro lingua madre), ma vedono in un disegno i loro volti attuali e capiscono che sono programmati per crescere in un certo modo e che devono stare insieme. Isabel non si sente bene e teme che i sogni fatti con Michael siano reali e di essere quindi incinta, Tess parlando con Max, gli dice che non devono preoccuparsi: anche loro per fare figli devono ricorrere al modo tradizionale.
Maria intanto ascolta Michael e Isabel che parlano del loro bambino e lo dice anche ad Alex. I due chiedono un chiarimento ai rispettivi partner che però non sanno cosa dire. Nasedo, sotto forma di Max, va al Crashdown Café e, sotto lo sguardo di Maria, prende Liz dicendole che vuole fuggire con lei. Poco dopo, però, arriva il vero Max, che tranquillizza Isabel dicendole che non è incinta e chiede di Liz. Lei intanto, baciandolo, riconosce che non è il vero Max e infatti Nasedo le dice che vuole attirare l'attenzione del cacciatore d'alieni Pears (che si finge il vicesceriffo di Valenti) per ucciderlo e voleva un ostaggio.
Nasedo arriva ad un luna park sugli ufo inseguito da Valenti, Pears e dai ragazzi. Liz, scappando, entra in una casa degli specchi seguita da Nasedo-Max, Valenti e dal vero Max. Dopo una sparatoria Pears riesce a catturare il vero Max e comincia a torturarlo.

## La stanza bianca
- Titolo originale: White Room
- Diretto da: Jonathan Frakes
- Scritto da: Jason Katims e Thania St. John

### Trama
Max, catturato da Pears, è stato portato in una stanza bianca e gli vengono dati degli allucinogeni. Intanto Liz è distrutta, e gli altri ragazzi non sanno cosa fare. Tess aiuta Isabel ad entrare nella testa di Max per sapere dove si trova e i tre alieni si dirigono in una base abbandonata. Lì incontrano Nasedo con le sembianze di un agente che espone un piano per portar via Max. L'unico ostacolo al piano è Michael che non sa ancora bene come usare i suoi poteri ma, per salvare l'amico, impara a modificare la natura. Tess (che crea allucinazioni) fa credere a Pears che i due comunicatori funzionano e Michael porta via Max, mentre Nasedo vien colpito dagli agenti federali. I ragazzi stanno scappando inseguiti da Pears, che viene fermato da Valenti (avvisato da Liz che Max era in pericolo) che gli spara ad una spalla.

## Destino
- Titolo originale: Destiny
- Diretto da: Patrick Norris
- Scritto da: Thania St. John

### Trama
Mentre stanno scappando, Liz e Max si separano dal gruppo per distrarre i federali dagli altri e sono costretti a saltare da un ponte e rifugiarsi dentro una macchina abbandonata im mezzo ad altri rottami. Lì Max confessa a Liz che è destinato a stare con Tess ma che è Liz la donna che lui ama e che vuole stare con lei. La mattina dopo, per salvarli, Michael usa i suoi poteri davanti allo sceriffo (che credeva che solo Max fosse un alieno) e Max è costretto a rivelargli tutta la verità. Non volendo scappare per tutta la vita, i ragazzi e lo sceriffo ideano un piano.
I ragazzi neutralizzano gli agenti di Pears e Valenti finge di voler aiutare Pears e consegnargli gli alieni, che invece lo catturano. Scoprono così che Nasedo è morto ma l'intervento di Kyle, che voleva salvare il padre, complica le cose e Michael è costretto ad usare i suoi poteri uccidendo Pears e ferendo mortalmente Kyle ma Max lo salva.
Poco dopo i quattro alieni e Liz vanno nella stanza delle capsule dove, usando le pietre di River Dog, riportano in vita Nasedo che decide di prendere il posto di Pears per proteggerli e va via. I ragazzi si concentrano di nuovo e il comunicatore si illumina. Un video messaggio preregistrato si attiva e i ragazzi scoprono la verità : tutti loro vengono da Antares, dove è in corso una sanguinosa guerra civile. Per salvare loro "i quattro reali" morti durante l'insurrezione, i loro scienziati hanno estratto la loro essenza, trasferendola in un corpo ibrido metà umano e metà alieno e spedendoli poi sulla terra. Max (il cui vero nome è Zan) è il re di Antares e lui e Isabel (Vilandra) sono davvero fratello e sorella, ma non lo è Michael (Rath)che invece è il braccio destro di Max e promesso sposo di Isabel, Tess (Ava) invece è la moglie di Max. Il loro compito è di tornare sul loro pianeta per cercare di far terminare la guerra e per farlo dovranno attivare la navicella usando "il Granilith" in loro possesso. Liz, disperata, dice a Max di accettare il suo destino e lo lascia.
Ma una nuova minaccia sta per incombere sui quattro alieni.